# X3D
X3D es un lenguaje informático para gráficos vectoriales definido por una norma ISO, que puede emplear tanto una sintaxis similar a la de XML como una del tipo de VRML (Virtual Reality Modelling Language). X3D amplía VRML con extensiones de diseño y la posibilidad de emplear XML para modelar escenas completas en tiempo real.

### General
- X3D Resources, X3D Conversions, X3D Books, y X3D Examples
- Player support for X3D components y Tool support for X3D components
- X3D (enlace roto disponible en Internet Archive; véase el historial, la primera versión y la última). en el Open Directory Project
- The web3d.org list of X3D Open Source Projects

### Documentación
- X3D Specifications
- Web3D Consortium
- X3D Wiki
- X3D Tooltips
- VRML (Virtual Reality Modeling Language) and X3D
- Extensible 3D: XML Meets VRML

- Datos: Q930428
- Multimedia: X3D / Q930428